# Aaja Chemnitz Larsen
Aaja Chemnitz Arnatsiaq Larsen, née le 2 décembre 1977 à Nuuk, est une femme politique groenlandaise, membre du Folketing danois pour l'Inuit Ataqatigiit, représentant l'un des deux sièges du parlement du Groenland.

## Éducation et carrière civile
Aaja Chemnitz Larsen détient un Master of Science en économie d'entreprise et en audit de l'Université du Groenland et est titulaire d'un diplôme de gestion exécutive de l'INSEAD.
Entre 2012 et 2015, elle est porte-parole des enfants du Groenland pour MIO – Défense nationale des droits des enfants au Groenland. Au cours de la période 2009-2012, elle est directrice du département de la protection sociale de la municipalité de Sermersooq et chef du département social pendant les années 2007-2009. Jusqu'en 2009, elle est employée comme experte associée des Nations Unies à New York, au sein de la Division des affaires sociales et économiques, et y a travaillé sur les droits des peuples autochtones.

## Carrière politique
Aaja Chemnitz Larsen est élue à l'Inatsisartut lors des élections générales groenlandaises de 2014, mais décide de ne pas se représenter aux élections suivantes en 2018, après avoir été élue au Folketing lors des élections du Folketing de 2015. Elle est réélue au Folketing en 2019.
En 2019, Chemnitz Larsen présente un plan axé sur la prévention précoce des abus sexuels sur les enfants, un problème croissant au Groenland. Le plan demande un financement et un soutien du Danemark pour soutenir les efforts. Le plan est approuvé, le Danemark acceptant de fournir 80 millions de DKK et le Groenland 20 millions de DKK pour financer les efforts.

### Indépendance du Groenland
Chemnitz Laren soutient l'indépendance du Groenland, mais elle ne croit pas que l'indépendance soit facile à obtenir ni qu'elle se produira dans un avenir proche.